# 波密龙胆
波密龙胆（学名：Gentiana bomiensis）是龙胆科龙胆属的植物，为中国的特有植物。分布于中国大陆的西藏等地，生长于海拔2,100米至3,600米的地区，常生长在山坡草地或林下，目前尚未由人工引种栽培。